# Geneva (New York)
Geneva è una città situata tra le contee di Ontario e Seneca nello Stato di New York. È situata all'estremità settentrionale del lago Seneca; tutte le porzioni di terra della città si trovano nella contea di Ontario; le porzioni di acqua sono nella contea di Seneca. La popolazione era di 13.261 abitanti al censimento del 2010. La città è presumibilmente intitolata alla città e al cantone di Ginevra (Geneva) in Svizzera. L'insediamento principale dei Seneca era scritto "Zoneshio" dai primi coloni bianchi, ed è stato descritto come 2 miglia a nord del lago Seneca.
La città confina ed era una volta (la porzione nella contea di Ontario) parte del comune di Geneva. La città si identifica come "la capitale mondiale della trota di lago" (Lake Trout Capital of the World).

## Geografia fisica
Secondo lo United States Census Bureau, ha un'area totale di 5,84 mi² (15,13 km²).

## Società

### Evoluzione demografica
Secondo il censimento del 2010, la popolazione era di 13.261 abitanti.

### Etnie e minoranze straniere
Secondo il censimento del 2010, la composizione etnica della città era formata dal 77,3% di bianchi, il 10,5% di afroamericani, lo 0,3% di nativi americani, l'1,7% di asiatici, lo 0,0% di oceanici, il 5,5% di altre razze, e il 4,7% di due o più etnie. Ispanici o latinos di qualunque razza erano il 13,2% della popolazione.